# Deven Marrero
Deven Sommer Marrero (Miami, 25 agosto 1990) è un giocatore di baseball statunitense di ruolo terza base, free agent dal 1º ottobre 2019.

## Carriera
Marrero fu selezionato come 24º scelta assoluta dai Boston Red Sox durante il draft MLB 2012.
Debuttò nella MLB il 28 giugno 2015 al Tropicana Field di St. Petersburg, contro i Tampa Bay Rays. Il 28 settembre 2015 batté il suo primo fuoricampo su lancio di Caleb Cotham dei New York Yankees.
Il 24 marzo 2018 i Red Sox scambiarono Marrero con gli Arizona Diamondbacks, in cambio di un giocatore da nominare in seguito.
Il 3 dicembre 2018, Marrero firmò con i Miami Marlins. Divenne free agent a fine stagione 2019.